# 檜尾川
檜尾川（ひおがわ）は、大阪府高槻市を流れる淀川水系の一級河川。上流部は西檜尾川とも呼ばれる。一級河川の起点は高槻市成合北の町。

## 概要
高槻市北部の本山寺南方尾根に発し神峯山寺の脇を通り、成合中の町で東檜尾川と合流し、その後高槻市東部を走って高槻市前島地区で淀川右岸に注ぐ。成合地区を中心とする北部の丘陵地帯を出るまでは府道79号伏見柳谷高槻線が、その後は安満磐手町付近では府道125号線が沿い、この付近でほぼ三面張りの川相となる。高垣町付近で大きく蛇行し南北方向の流れになる。

## 流域

### 上流・中流
上流域の山中には新名神高速道路が走り、砕石場や土建業者の資材置き場となっているほか、戦時中に川崎重工の飛行機工場の移転を目指して造営されたの遺跡（旧陸軍のコードネーム「タチソ」）のトンネルや地下壕が点在する。谷は深く、周囲の山は落葉樹と常緑樹の混交林であり、極相には至っていない。谷口の山麓は高度経済成長期に日吉台地区を中心に大規模な宅地開発がなされた。古代には南流していたが名神高速道路との交差部から安満山の麓に沿うように人工的に流路を東に変えている。

### 下流
下流部においては典型的な天井川であり、古来から幾度も氾濫してきたことから高い堤防に囲われている。また伏流が激しいため、乾燥した季節には殆ど水が流れない。最下流の前島地区には排水機場や高槻クリーンセンターが存在する。春に河原を焼く「ヨシ焼き」は伝統で、夏になるとヨシが生え、雅楽の篳篥の上質の材料となる。

## 流域の自治体
大阪府高槻市のみ。

## 水害
- 明治十八年の淀川洪水[3]
- 昭和28年台風第13号[4]

## 表記
「桧尾川」の表記も見られるが、これは新字体によるものである。公式には旧字体の表記。